# Клеър Холт
Клеър Холт (на английски: Claire Holt) е австралийска актриса.
Най-известните ѝ роли са на Ема Гилбърт в сериала „H20: Просто добави вода“ и на Ребека Майкълсън в поредиците „Дневниците на вампира“ и "Древните“.

## Личен живот
Клеър Холт е родена на 11 юни 1988 в Бризбейн, Куинсланд, Австралия. Завършва гимназия в училище „Стюартхолм“ в края на 2005. Клеър има черен колан по таекуон-до и тренира волейбол, плуване и водна топка. Когато е била малка, е участвала в училищния хор. Обича да пее и да свири на пиано и китара. Има по-голям брат и две сестри. През юли 2015 се сгодява за Мат Каплан след близо една година връзка, но се разделят през 2017. Година по-късно се сгодява за Андрю Джоблън. На 29 март 2019 година се ражда първото им дете – Джеймс Холт Джоблън, а на 13 септември 2020 година се ражда дъщеричката им - Ел.

## Кариера
През 2006 Холт печели ролята на Ема Гилбърт в сериала „H20: Просто добави вода“. След като сериалът е подновен за трети сезон, актрисата напуска, защото вече е подписала договор с филма „Пратеници“. Филмът се заснемаше в София, България през 2008. Премиерата му беше на 21 юли 2009.
Актрисата се изявява и като рекламно лице за веригата ресторанти Sizzler, Queensland Lifesaving и Dreamworld Park. Класирана е на 55 място в списъка на 100-те най-секси жени в света през 2011.
През август 2011 бе потвърдено, че Клеър ще участва в сериала „Дневниците на вампира“ в ролята на Ребека Майкълсън. На 13 януари 2013 тя се присъединява към актьорския състав на „Древните“, отново в ролята на Ребека Майкълсън. Тя напуска шоуто след 16 епизод на сериала, който се излъчва на 11 март 2014 в САЩ. Клеър се завръща във финалния епизод на първи сезон, който се излъчва на 13 май 2014. Тя се появява и като гост-звезда във втори сезон, като се очаква да има появи и в трети.
През 2015 тя се снима в Aquarius като Шърмейн Тули.

## Филмография

### Телевизия
| Година      | Заглавие            | Роля             |
| ----------- | ------------------- | ---------------- |
| 2006 – 2008 | H2O: Just Add Water | Ема Гилбърт      |
| 2011        | Pretty Little Liars | Самара Кук       |
| 2011 – 2014 | The Vampire Diaries | Ребека Майкълсън |
| 2011        | Mean Girls 2        | Частити Майър    |
| 2013-2018   | The Originals       | Ребека Майкълсън |
| 2015        | Aquarius            | Шърмейн Тули     |

### Филми
| Година | Заглавие                    | Роля          |
| ------ | --------------------------- | ------------- |
| 2009   | Messengers 2: The Scarecrow | Линдзи Лорънс |
| 2012   | Blue Like Jazz              | Пени          |
| 2017   | 47 Meters Down              | Лиса          |

### Музикални клипове
| Година | Изпълнител          | Песен         |
| ------ | ------------------- | ------------- |
| 2014   | The Madden Brothers | „We Are Done“ |

## Награди и номинации
| Година | Категория                         | Проект        | Резултат   |
| ------ | --------------------------------- | ------------- | ---------- |
| 2014   | Choice TV Actress: Sci-Fi/Fantasy | The Originals | Номинирана |